# Benito Arias Montano
Benito Arias Montano (Fregenal de la Sierra, 1527 - Sevilla, 6 de juliol de 1598) fou un religiós i humanista espanyol, eminent poliglot, teòleg, bibliòleg i poeta en llatí.
Influït per la reforma protestant i la consegüent contrarreforma i amb bona relació amb la monarquia hispànica, participa en el Concili de Trento i viu l'ambient cultural des de Roma i Flandes, on inicia correspondència i amistat amb els principals humanistes de l'època. Humanista cristià, el seu pensament harmonitza raó i fe, es plasma en la producció intel·lectual, i es basa en els seus coneixements del món grecoromà i en el domini de les llengües clàssiques i bíbliques.
És conegut sobretot per haver estat l'editor científic de la Bíblia Poliglota d'Anvers, on supervisa la seva edició, tradueix algunes parts i és l'autor de l'apparatus crític. I per haver estat el primer bibliotecari de la Biblioteca Reial del monestir de l'Escorial, on dirigeix la seva instal·lació, programa les adquisicions i efectua l'ordenació del fons bibliogràfic. El seu treball intel·lectual se centra en els comentaris bíblics i en la doctrina cristiana, utilitzant moltes vegades la poesia com a complement de la seva obra científica.

## Biografia

### Joventut i estudis
Benito Arias Montano neix a Fregenal de la Sierra, al voltant de 1527. Els seus pares foren Benito Arias Montano, notari de la Inquisició, pertanyent a un llinatge d'hijosdalgo que provenia de Cantàbria, i Francisca Martínez. Fill menor de la parella, els seus germans grans foren Rodrigo Arias Montano i Juan Arias de la Mota.
El començament de la seva educació fou completa: estudia primer a casa, amb l'ajut del seu pare, després amb el prevere Diego Vázquez Matamoros, i en 1541, amb catorze anys, es trasllada a Sevilla, coincidint amb la mort del seu pare, on es prepara per a entrar a la universitat amb Diego Vázquez de Alderete. Estudiant precoç, escriu aquest mateix any el Discurso sobre el valor y la correspondencia de las monedas antiguas con las nuevas.
A Sevilla viu a casa d'Álvaro de Alcocer, antic secretari reial, i Isabel Vélez de Guevara, matrimoni que amb els fills, especialment Gaspar, considerarà com una segona família. També compta amb la protecció de Cristóbal Fernández de Valtodano i Juan Fernández Temiño. Als divuit anys inicia els seus estudis a la universitat de Sevilla, al col·legi de Santa Maria de Jesús, on estudia Arts i Filosofia durant tres anys, fins a 1547, tot i que en el darrer curs, sense acabar-lo, decideix traslladar-se a Alcalá de Henares.
En aquest període sevillà entra en contacte amb el cercle intel·lectual encapçalat per Pedro Mexía. I en casa de Diego Vázquez de Alderete coneix a Juan de Ovando y Aguirre i Diego de Espinosa, els quals ocuparan posteriorment càrrecs importants en la política espanyola, i a Mateo Vázquez de Leca, que arribarà a ser secretari privat de Felip II.
El tercer curs d'Arts el conclou a la universitat d'Alcalá de Henares, i el 2 de juny de 1548 rep el grau de batxiller en Arts. El 18 d'octubre del mateix any es matricula en el quart curs d'Arts i el 20 de maig de 1549 fa les Responsiones magnae quatuor en Arts i Filosofia, que li permet llicenciar-se el 23 de desembre. Arribat a Alcalá de Henares comença els seus estudis de Teologia, matriculant-se del primer curs el 13 de desembre de 1548, i entre 1556 i 1557 obté la llicenciatura i el doctorat de Teologia, possiblement en la universitat de Sevilla, on torna i es matricula eixos dos anys, o en la universitat de Salamanca, on estudia el darrer any de Teologia, i on dona classes de grec. Ja durant els seus estudis a Alcalá de Henares es distingeix pels seus dots poètics, aconseguint ésser nomenat poeta llorejat l'any 1552.
A Alcalá de Henares intima amb Gabriel de Zayas, un company d'estudis que arribarà a ésser secretari reial, en la casa del qual passarà llargues temporades, i considerarà a la mare de Gabriel com una segona mare.
Serà la universitat d'Alcalá de Henares, amb el mestratge de personalitats com Cipriano de la Huerga, Andrés Cuesta i Luis de la Cadena, el fonament a partir del qual s'oriente la seva trajectòria intel·lectual. L'atac de Martí Luter al dogmatisme de l'Església de Roma i la seva defensa del dret de tot cristià a examinar i interpretar la Bíblia, serà un dels motius que decidirà a Arias Montano a l'estudi de les Escriptures i cercar la veritat que en elles es troben. Per perfeccionar els seus coneixements aprofundeix en les fonts originals, escrites en hebreu i arameu, i arriba a dominar deu llengües, entre clàssiques i orientals.
En 1559, en el curs d'una cerca d'heretges, detenen a Arias Montano en la Peña de Alájar, però la intervenció del seu amic Juan de Ovando, provisor de l'arxidiòcesi de Sevilla i responsable de la Inquisició sevillana, porta a la seva immediata posada en llibertat, sense conseqüències posteriors.

### El Concili de Trento
El 5 de maig de 1560 professa a l'Orde de Sant Jaume en el convent de Sant Marc de Lleó, essent prior Cristóbal de Villamisar, i actuant com a testimoni Antonio Ruiz Morales y Molina, frare de l'orde, que posteriorment serà bisbe de Michoacán, i que mantindrà una gran amistat amb Arias Montano.
L'any 1562 acompanya a Martín Pérez de Ayala, bisbe de Segovia i de l'orde de Sant Jaume com ell, al tercer període de sessions del Concili de Trento, sota el pontificat de Pius IV, on arriba el 15 de maig, i roman allí fins a les darreries de 1563, participant activament en les sessions dedicades a l'Eucaristia i al matrimoni. Durant aquest període escriu els seus Rhetoricorum libri IIII.
Quan torna a Espanya, Arias Montano es retira a la Peña de Alájar, a una ermita i altres dependències que li fou cedida l'any 1553 per Pedro Vélez, prior de les ermites de la diòcesi de Sevilla, dedicant-se a l'estudi de la Bíblia. D'on surt el 21 de febrer de 1566, quan el rei el nomena Capellà seu.

### Edició de la Bíblia Poliglota d'Anvers

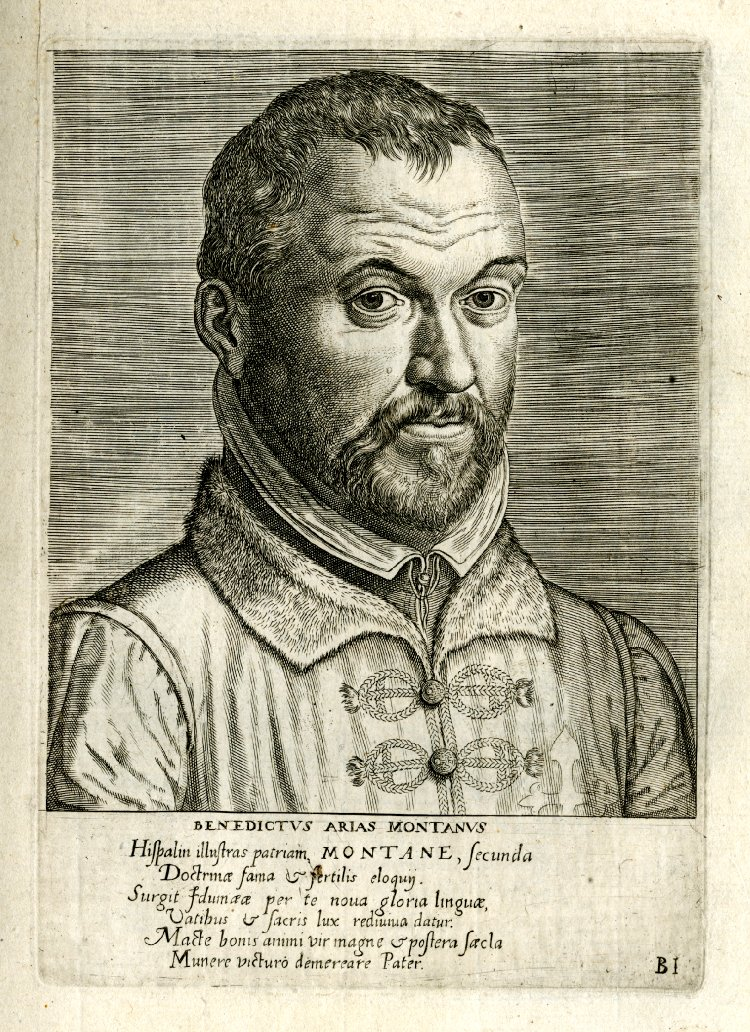
Retrat d'Arias Montano, als Virorum doctorum (1572), gravat per Philip Galle i acompanyat amb un tetràstic compost per Adrianus Junius.

Christophe Plantin, important impressor d'Anvers, desitjós per reeditar i ampliar l'exhaurida edició de la Bíblia Poliglota Complutense, demana permís i ajuda a Felip II. El rei demana l'opinió del Consell General de la Inquisició i de la Universitat d'Alcalá de Henares, i decideix aprovar el projecte amb la supervisió científica d'Arias Montano. El 18 de maig de 1568 Arias Montano arriba a Anvers després d'un accidentat viatge per mar, passant per Irlanda i Anglaterra.
Arias Montano dirigeix l'edició de la Bíblia Poliglota d'Anvers i redacta els estudis complementaris, des de 1568 fins a 1572, amb un volum de treball important i una gran responsabilitat quant a garantir la puresa del text i la pulcritud de la impressió. A més a més, en aquests anys publica altres obres, participa en obres d'altres autors com a prologuista o signant aprovacions, i altres llibres li són dedicats. També participa en el disseny de la part iconogràfica de moltes obres de Plantin, i col·labora amb l'impressor i gravador Philip Galle.
El rei també l'havia comissionat per cercar i adquirir tots els llibres que foren profitosos per a la biblioteca de l'Escorial, amb un pressupost de 6.000 ducats, que Arias Montano va sobrepassar amb escreix, i quan està per tornar a Espanya, demana que es paguen els deutes contrets. En aquests anys cerca llibres per totes parts —Flandes, París, Venècia i Roma, entre altres llocs—, per a l'Escorial i per a ell, especialment manuscrits. I aprofitant els seus coneixements de bibliologia i bibliografia, i els seus contactes amb Plantin, desenvolupa una important activitat com a mediador i promotor editorial.
Com a responsable de la censura i del control ideològic en Flandes en el camp de l'edició, en 1569 se li encarrega la confecció de l'Índex dels llibres prohibits, tasca que realitza amb un alt grau de tolerància.
En els primers temps de la seva residència a Flandes, Arias Montano no aprofundeix en l'exigència nacional dels flamencs, per estar dedicat, quasi exclusivament, a la direcció de la Bíblia Poliglota d'Anvers. Així, l'any 1568 participa en l'esbós de l'estàtua que el duc d'Alba, Fernando Álvarez de Toledo y Pimentel, vol erigir en commemoració per la victòria en la batalla de Jemmingen; i a principis de 1571 es declara amb claredat partidari de la política de mà dura del duc d'Alba, en un informe demanat pel rei.
Una vegada acabada la Biblia, Felip II insta al duc d'Alba que comuniqui a Pius V mitjançant l'ambaixador Juan de Zúñiga, les característiques del projecte, però el Papa rebutja el projecte i es nega a concedir la benedicció al text. Davant aquest entrebanc es decideix enviar a Arias Montano a Roma per defensar l'obra, i mentrestant se segresta l'edició. Arias Montano arriba a Roma amb un exemplar en vitel·la i el 17 de juny de 1572 el presenta al nou Papa, Gregori XIII, el qual aprova i beneeix la Bíblia i atorga un privilegi de comercialització de l'obra a l'impressor Plantin.
L'any 1573 es fa palès el seu canvi d'actitud front l'acció repressiva del duc d'Alba, demanant una política de conciliació amb Flandes, assumint el tacticisme, corrent de pensament polític que advoca pel pragmatisme polític i per cercar l'eficiència i la utilitat. El seu canvi ve motivat pel fracàs de la política repressiva, amb consideracions d'utilitat política.
Durant aquests anys a Flandes, Arias Montano, a més de la seva relació amb Plantin i el també impressor Galle, en els quals col·labora en l'edició de llibres, estableix relacions amb els geògrafs Abraham Ortelius i Gerhard Kremer Mercator, el cosmògraf i matemàtic Regnier Gemma Frisius, els naturalistes i metges Charles de l'Écluse, Matthias de L'Obel i Rembert Dodoens, el filòleg i filòsof Justus Lipsius, els llibrers Jean Beller d'Anvers, Ascanio de Renialme de Londres, Pierre Porret de París, i Arnold Mylius de Colònia, i els artistes Peeter van der Borcht, Crispin van der Broeck i Nuntius Prunius.
Des del moment en què es coneixen les característiques de la Bíblia Poliglota d'Anvers, amb les novetats respecte a la Bíblia Poliglota Complutense, sorgeix el conflicte entre els defensors d'utilitzar la versió hebrea com a font primigènia per resoldre els sentits ambigus de les Sagrades Escriptures, tal com han actuat Arias Montano i tots els altres estudiosos que han col·laborat en la realització d'aquesta edició; i els que mantenen el valor absolut de la Vulgata i la Septuaginta, i consideren que el text hebreu ha estat alterat pels jueus per destruir el cristianisme, els quals es troben més recolzats des de la publicació del Decretum de edicione et uso sacrorum librorum aprovat en el Concili de Trento el 8 d'abril de 1546. En aquesta lluita religiosa, amb components filològics i ideològics, León de Castro, catedràtic de la universitat de Salamanca, utilitza el decret per denunciar formalment algunes parts de la Bíblia Poliglota, i acusa a Sante Pagnini, François Vatable i a tots els que vulguen esbrinar la veritat hebraica, de judaitzar. No havent aconseguit res en l'acusació anterior, en 1575 presenta la denúncia en Roma, on crea un fort enrenou, que obliga a Arias Montano a partir cap alli per a defensar-se i conseguir que l'acusació no vaja més enllà. Finalment, el 9 de novembre de 1576, Castro acusa a Arias Montano d'hebraïtzant davant el Consell General de la Inquisició espanyola, per haver inclòs en l'apparatus, tractats rabínics, i menysprear la Vulgata, ratificada en el Concili de Trento, donant més autoritat a la versió de Sante Pagnini. I és en 1577 quan es promou la proposició de censura, que durà a terme el jesuita Juan de Mariana, que es posa al costat d'Arias Montano, malgrat algunes qüestions menors en què es mostra en desacord. Wilhelmus Damasi Lindanus, teòleg i bisbe de Roermond, amb els mateixos plantejaments religiosos i ideològics, també denuncia els greus defectes que té, segons creu, la Bíblia Poliglota d'Anvers.
En Roma estant, el 7 de setembre de 1575 rep l'ordre del rei per retornar a Espanya i sumar-se a una comissió per refutar una història de l'Església feta per protestants, i tot i que contesta que hi anirà, encara roman a Roma més d'un any, fins que el rei li ordena que es traslladi a Flandes per aconsellar al nou Governador, Lluís de Requesens i Zúñiga.

### Bibliotecari de l'Escorial
A principis de 1577, tot i haver intentat continuar a Anvers, insistint al secretari reial Gabriel de Zayas i haver-se proposat per a conseller del nou Governador de Flandes, el rei Felip II insisteix que torni a la Cort. Tornat a Espanya, comença la seva tasca com a bibliotecari del monestir de l'Escorial, on arriba l'1 de març, encarregat d'elaborar un catàleg de la col·lecció, i de dissenyar i organitzar el fons bibliogràfic.
En setembre de 1577 el rei l'envia en una missió secreta a Portugal, a prop del rei Sebastià I, i allí es manté fins a 1578, quan retorna a Espanya, residint a Andalusia fins a agost de 1579. Des del seu retir a la Peña de Alájar adquireix llibres, pintures i instruments astronòmics per a l'Escorial, rehabilita els edificis de l'ermita, trasllada els objectes que tenia en la seva casa de Madrid a la nova residència, i es manté en contacte amb la Cort mitjançant la correspondència que intercanvia amb Gabriel de Zayas. Durant la seva estada a la Peña de Alájar és quan Pedro de Valencia entra en contacte amb ell, el qual es convertirà en secretari, amanuense, marmessor, defensor de l'obra i editor de les obres pòstumes del seu mestre.
Per aquestes dates pateix l'atac de la Inquisició sevillana, controlada pels dominics, i Arias Montano es defensa protestant davant el secretari reial Zayas, i escrivint a l'Inquisidor General, al Consell de la Inquisició i al rei Felip II, aconseguint la paralització del procés.

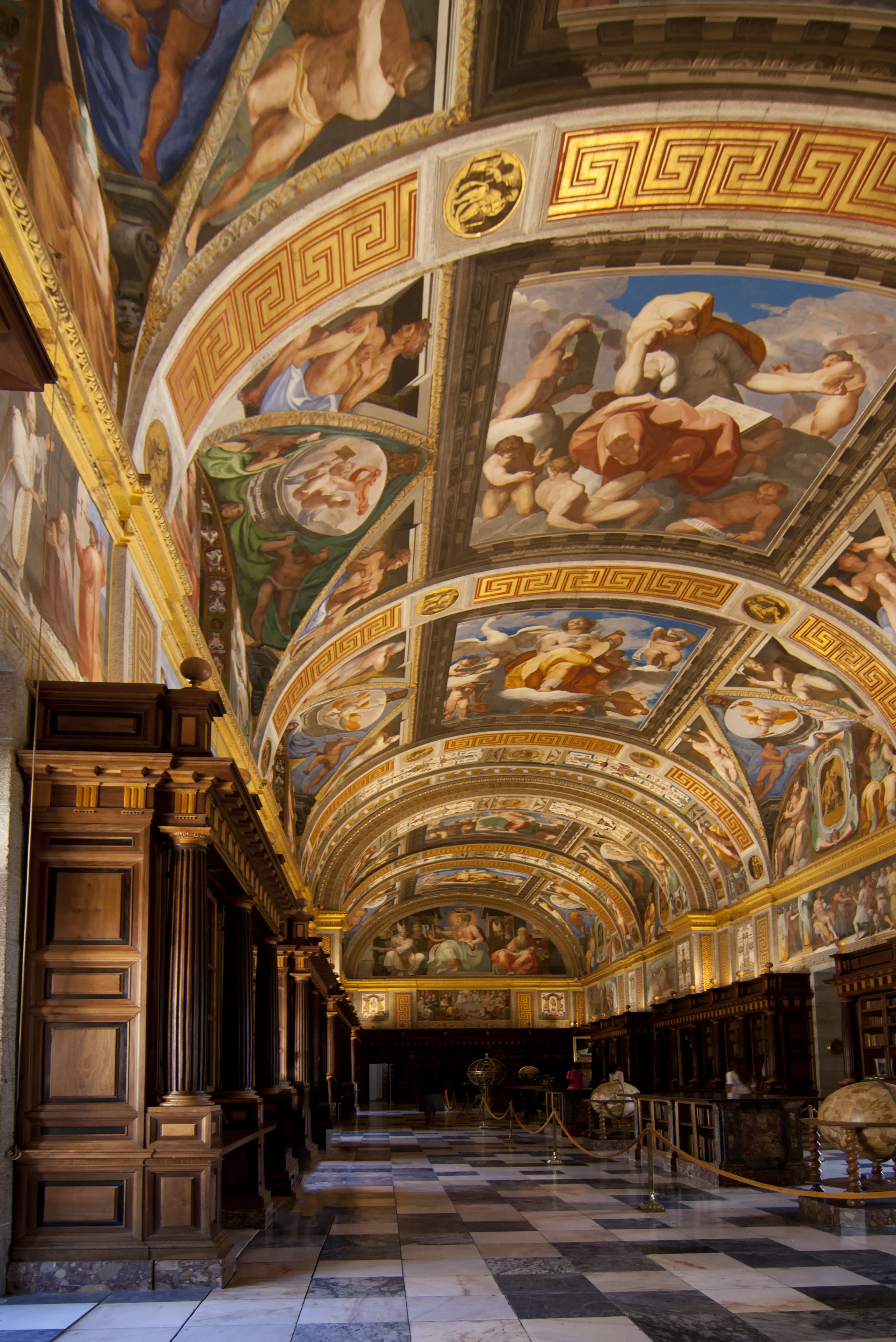
Biblioteca del monestir de l'Escorial.

Nomenat Llibrer Major, des de setembre de 1579 fins al març de 1580 torna a residir al monestir de l'Escorial, ocupat, entre altres tasques, a realitzar un llistat dels manuscrits grecs, per enviar-lo a Roma i Anvers, amb la doble finalitat de cercar els manuscrits grecs que encara no tingui la Biblioteca i esbrinar si els manuscrits de la Biblioteca han estat traduïts al llatí i així evitar duplicitats en les traduccions.
Felip II el té en molt alta estima, tant per la seva visió política com pels seus coneixements teològics. En el mes d'abril de 1580 redacta, amb Diego de Chaves i Pedro de Cascales, un informe justificant la intervenció armada contra Portugal per defensar els legítims drets de Felip II, i després es trasllada a Andalusia, i resideix a Aracena i Sevilla. També assisteix al Concili Provincial de Toledo de 1582 com a delegat reial i amb vot consultiu, convocat pel cardenal Gaspar de Quiroga, arquebisbe de Toledo, per a introduir les reformes de Trento.
Torna periòdicament a les tasques bibliotecàries. En el mes de febrer de 1583 és a l'Escorial unes poques setmanes, en les quals redacta una llista de llibres que s'han d'adquirir. Durant tot l'any 1585 fins a l'abril de 1586 roman a l'Escorial i es dedica a organitzar noves adquisicions, expurgar i ordenar els llibres, però sense oblidar la continuació dels seus estudis al voltant del seu Opus Magnum, finalitzant en aquestes dates les notes introductòries de les Elucidationes in omnia sanctorum Apostolorum Scripta. També es dedica a impartir classes d'hebreu i grec a un grup de monjos del monestir. Després torna al seu retir de la Peña de Alájar. La seva darrera estada a l'Escorial és durant el primer semestre de 1592, en què s'ocupa de revisar la col·locació de les noves adquisicions i de supervisar la còpia de còdexs. També continua les seves classes d'hebreu fins al mes d'abril, quan una denúncia provoca una visita canònica, i l'acabament de les classes.

### Els darrers anys a Andalusia
A les darreries de 1592 fou nomenat prior del convent de Santiago de la Espada de Sevilla, càrrec que ocupa fins als darrers mesos de 1595, quan es retira a la seva heretat situada a la rodalia de la ciutat de Sevilla, anomenada Campo de Flores, continuant la seva obra. De tota manera, per decisió reial, amb posterioritat continua intervenint en els afers del convent. De la seva heretat sols es mourà, i per curts períodes, per traslladar-se a Aracena, al monestir de Santa María de las Cuevas i a Sevilla.
Estant malalt Arias Montano al convent de Santiago de la Espada, i agreujant-se la seva malaltia, el seu amic i parent, el veinticuatro Diego Núñez Pérez el trasllada a casa d'Ana Núñez, família del cavaller, per poder-lo cuidar millor. Allí mor el 6 de juliol de 1598. El seu cadàver fou traslladat al convent de Santiago de la Espada, i fou soterrat sense molts ornaments. L'any 1605, el prior del convent mana traslladar el taüt a un nínxol de la capella major de l'església, i col·loca una llosa de marbre esculpida amb la figura d'Arias Montano i un epitafi.

## Pensament
En el pensament d'Arias Montano es veuen influències del neoplatonisme, estoïcisme, senequisme, panvitalisme i agustinisme, així com un gran domini dels clàssics. Els seus coneixements filològics i exegètics i, la seva curiositat pels avanços científics, dibuixen una personalitat complexa amb un immens deler per saber. Aquest pensament el plasma majorment en l'Opus Magnum, en les dues parts que es conserven: Liber generationis in regenerationis Adam i Naturae historia; però també en Dictatum Christianum, Rhetoricorum libri IIII, De varia republica i De Optimo imperio. En aquest camí el segueixen, amb les seves peculiaritats, els seus deixebles directes: Pedro de Valencia, José Sigüenza, Lucas de Alaejos, Martín de la Vera, Francisco Trujillo i Juan Ramírez Moreno.
El centre del seu discurs és l'home, en quant Déu és un fet inqüestionable. Per tant, el seu interès és trobar la posició de l'home respecte a Déu i amb la resta dels éssers que formen l'Univers. Si l'home no es coneix a si mateix no podrà arribar a conèixer el que està fora d'ell. Tots els cossos materials són actius i han de tenir un principi d'activitat, l'esperit, però sols l'home té la facultat de la intel·ligència.

### Epistemologia
Desenvolupa una veritable teoria del coneixement, on exposa les diverses vies d'accés a la realitat per arribar al seu coneixement: l'observació i experimentació per conèixer la realitat material mitjançant la raó, i l'acte de mostrar pel coneixement immaterial mitjançant la fe. Aquestes dues vies serveixen a l'home per arribar a la realitat absoluta, la veritat. D'un costat està la saviesa humana, la filosofia que seriva de les ciències naturals seguint la tradició clàssica. Per altre costat està la veritable saviesa, el més elevat camí del coneixement, un estadi avançat que sols uns quants poden arribar, fonamentat en la Bíblia, la qual es converteix en el criteri últim d'autoritat, i el seu coneixement es fa mitjançant la crítica textual, el domini de les llengües bíbliques i l'hermenèutica.
La natura de l'home és una i única, cos i esperit units, i la seva finalitat és aconseguir la saviesa, entenent aquesta com el coneixement de l'única veritat existent que permet guanyar la salvació en la unió amb Déu. Aquest coneixement de la veritat és el saber humà, també únic, compost pel saber científic, filosòfic i teològic.
Raó i fe, dos facultats de la natura humana, no es poden contradir ni oposar, són complementàries. Les veritats revelades no són irracionals ni absurdes i han de ser assumides per la raó, sempre que la transmissió sigui la correcta segons una anàlisi racional. Amb un meticulós examen i una profunda observació de la natura, accions pròpies de la raó, l'home pot arribar a comprendre les veritats revelades, i així evitar l'error.
Utilitza tots els coneixements que les ciències del seu temps li ofereixen per construir una teoria del coneixement que li permeti arribar a una praxi per conduir a l'home al seu fi últim: la possessió de la veritable saviesa i la salvació. L'home és, per a Arias Montano, "un animal capaç de conèixer, distingir i raonar, idoni per a mantenir la fe en la paraula divina, capaç d'estimar i optar, adequat per a l'esforç i la lluita i deutor de la dissolució del cos i del fi de la vida mortal"; en contraposició a la filosofia clàssica, que defineix a l'home com un "animal racional". L'home, com ésser intel·ligent, ha d'esforçar-se en el coneixement de la natura, d'ell mateix i de Déu, i sols així tindrà sentit la seva creació; però els conceptes filosòfics pagans no són absoluts, i és la Bíblia el medi i guia per arribar a la saviesa, punt culminant de la intel·ligència, el signe distintiu de l'home. La fe en la paraula de Déu condueix a l'home cap a la virtut, tant en quant individu com en la seva activitat pública.

### Teodicea
Arias Montano considera la Bíblia com la font que conté l'autèntica veritat, de la qual emanen les veritats que es troben a la natura i en l'home, i on mostra allò que Déu ens ha revelat d'ell mateix per a poder complir el pla diví. Per tant, la Bíblia és superior a les autoritats que han pretés convertir la seva doctrina en veritat de fe.
L'existència de Déu i la seva veritat és el primer que Déu revela a l'home mitjançant l'acte de mostrar-se, i també es pot deduir mitjançant la via de la investigació, pròpia de la raó. Aquest acte de mostrar-se inclou la totalitat de ser, l'existència real absoluta, il·limitada i eterna, la seva veritat absoluta, exclusiva de Déu.
El coneixement que l'home té de la natura divina és exigu, i sols podrà conèixer allò que Déu ha revelat de si mateix, però l'home no ho podrà definir excepte com un concepte purament intuïtiu: "és allò que existeix per la seva pròpia natura, que es manté en si mateix i no necessita altra cosa per a existir".
Examinant la natura de les coses es pot arribar a conèixer algunes propietats de la natura divina, com la seva unitat i unicitat, la seva veritat, la seva bondat, la seva bellesa, el seu poder i majestat eterna, totes elles revelades en les Sagrades Escriptures, i de l'examen interior de l'home també es poden descobrir altres propietats de la natura divina.

### Filosofia de la natura
Arias Montano prioritza el concepte metafísic de natura enfront del físic, i així se centra en la creació i en la composició intrínseca dels éssers naturals.
La primera causa de totes les coses és la bondat de Déu, la qual implica donació. I Déu, tot bondadós, dona l'existència a tots els éssers vius que constitueixen l'univers. El verb diví, la paraula, és qui crea la llum, és a dir, l'existència com a principi de les coses, i mitjançant el seu esperit dona forma, anima i vivifica tot allò que la seva paraula crea.
Amb elements geomètrics i matemàtics construeix Arias Montano una Cosmogonia, on l'Univers és únic, és l'obra d'un únic acte creador de Déu que es prolonga indefinidament per la paraula i la constant acció de l'esperit diví.

### Filosofia sobre l'home
Per una part, per a Arias Montano, l'home és el ser central de tot l'univers creat, l'actor principal que interpreta i exposa l'autèntic sentit de l'obra de Déu, i sense el qual la creació no estaria completa. Per altra part és una natura danyada pel pecat original, en el seu esperit i en el seu cos, però aquesta natura es pot curar per la gràcia i bondat de Déu i per l'esforç de l'home mantenint la fe.

### Política
Segons Arias Montano, els tres pilars de tot bon govern són la religió, la pietat i la caritat, defensant la idea ètica d'un ordo amoris cristià per a la política. Segueix així la teoria providencialista on el govern de la "república" no es deu confiar a la prudència humana sinó a la providència i la voluntat divina. Dins de la teoria absolutista del poder, Arias Montano elabora una opció adaptada a Felip II, on agafa elements del concepte bodinià de sobirania, el qual justifica l'absolutisme mitjançant principis jurídics i polítics, i sacralitza el poder; i l'absolutisme contrareformista, que a aquestes consideracions afegeix el providencialisme. Per a ell el poder ha de ser pragmàtic en l'acció i providencialista en les justificacions, on utilitza com a font principal la Bíblia.
L'ideal polític d'Arias Montano evoluciona des del bíblic David, en 1575, reflex de la figura de Carles V, amb la seva idea imperial; al bíblic Josuè, en 1583, que rep el mandat directament de Déu, sense mediació sacerdotal. Aquest és l'orde perfecte, el millor exponent del govern de la Llei, de la providència de Déu, i és la seva visió de la monarquia de Felip II.

## Obra
Intel·lectual enciclopèdic, la seva obra destaca per dominar un ampli ventall de matèries, on sobresurten els seus estudis bíblics, amb els diversos tractats exegètics, i les publicacions de doctrina cristiana. Amb un domini del llatí, propi de la cultura de l'època, utilitza la poesia llatina —on destaquen les mètriques horacianes— com un complement adient per a transmetre el seu pensament i permetre expressar plenament la religiositat, seguint el camí ja transitat per Nebrija, on es fusiona la paraula divina i la poesia clàssica.

### Bíblia

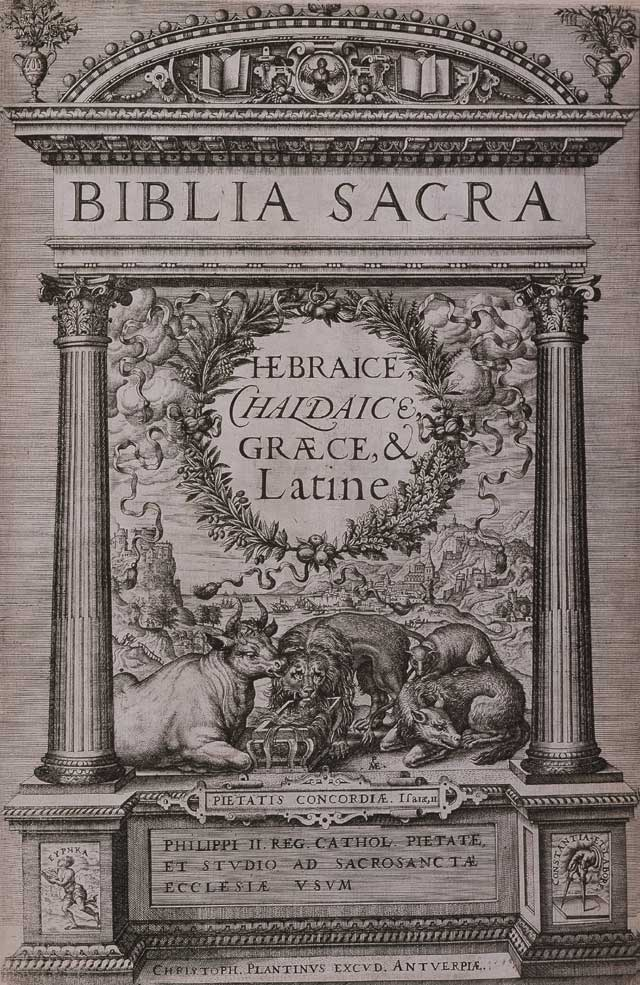
Portada gravada per Pieter van der Heyden del primer volum de la Biblia Regia.

- Biblia Sacra Hebraice, Chaldaice, Graece et Latine, més coneguda com a Biblia Regia o Bíblia Poliglota d'Anvers. 8 volums. Els cinc primers volums són la bíblia pròpiament dita i els darrers tres volums formen el que es coneix com a apparatus o estudis complementaris.[80][81] Arias Montano participa en l'obra de tres formes diferents:

— Director intel·lectual i corrector últim, de tota l'obra.
— Traductor. En el volum VI Realitza la traducció interlinial al llatí del Nou testament en grec.
- Novum Testamentum Graece cum Vulgata interpretatione latina Graeci contextus lineis inserta: quae quidem interpretatio, cum a Graecarum dictionum proprietate discedit, sensum, videlicet, magis quam verba exprimens, in margine libri est collocata; atque alia Ben. Ariae Montani Hispalensis opera e verbo reddita ac diverso characterum genere distincta; Lovaniensium vero Censorum judicio et totius Academiae calculis comprobata; in ejus est substituta locum.

— Autor. Escriu les introduccions generals, un llibre del volum VII i la quasi totalitat dels llibres del volum VIII.
Volum VII.
- Lexicon Graecum, et institutiones linguae Graecae ad sacri Apparatus instructionem.

Volum VIII.
- Communes et familiares hebraicae linguae idiotismi, omnibus bibliorum interpretationibus, ac praecipuè Latinae Santis Pagnini versioni accommodati, atque ex variis doctorum virorum laboribus & obseruationibus selecti & explicati.
- Liber Joseph, sive de Arcano Sermone, ad Sacri Apparatus instructionem.
- Liber Jeremiae, sive, De Actione, ad Sacri Apparatus instructionem.
- Thubal-Cain siue de mensuris sacris liber : tribus voluminibus distinctus, de cubito, de satho, de siclo.
- Phaleg siue de gentium sedibus primis, orbisque terrae situ, liber.
- Liber Chanaan siue de duodecim gentibus.
- Chaleb siue de terra promissae partitione liber vnicus.
- Exemplar siue De sacris fabricis liber.
- Aaron siue Sanctorum vestimentorum ornamentorumque summa descriptio : ad sacri apparatus instructionem.
- Nehemias, siue De antiquae Ierusalem situ volumen.
- Daniel siue de saeculis codex integer.
- Hebraea, chaldaea, graeca et latina nomina virorum, mulierum, populorum, idolorum, vrbium, fluuiorum, montium, caeterorumque locorum quae in Bibliis vtriusque Testamenti leguntur in veteri interprete, cum aliquod appellatiuis Hebraicis, Chaldaicis & Graecis vocibus: adiecta eorum expositione. Locorum praeterea descriptio ex Cosmographis.
- De varia in hebraicis libris lectione ac in de Mazzoreth ratione atque usu.
- Annotationes variarum lectionum in Psalmos: ad sacri Bibliorum apparatus instructionem.

- Paràfrasis del Càntic dels Càntics (1553-54). Interpretació poètica del Càntic dels Càntics, on l'oda, l'ègloga i l'elegia són els tipus més freqüents de composicions, amb una forta influència de Garcilaso de la Vega.[95][96][97]

### Exegesi bíblica
- De Optimo imperio sive in librum Iosuae commentarium.[96][98]
- De varia republica sive commentaria in librum Iudicum.[96][99]
- In XXXI Davidis Psalmos Priores commentaria.[96][100]
- Commentaria in Isaiae prophetae sermones.[96][101]
- Commentaria in duodecim prophetas.[96][102]
- Elucidationes in quator Evangelia, Mathei, Marci, Lucae & Iohannis, quibus accedunt iusdem elucidationes in Acta apostolorum.[103][104]
- De locis apud Habacuc et Malchiam notatis (post 1583). Aclariment de dos dels passatges més censurats del Commentaria in duodecim prophetas.[105]
- Elucidationes in omnia sanctorum Apostolorum Scripta. Eiusdem Sancti Iohannis Apostoli et evangelistae Apocalipsis significationes.[104][106]

### Doctrina cristiana
- De Christi Iesu Veritate.[107][108]
- Dictatum Christianum, sive communes et aptae discipulorum Christi omnium partes.[108][109]
- Liber generationis in regenerationis Adam sive De Historia generalis humani. Operis magni prima pars, id est, anima.[108][110] Primera part del seu Opus magnum, resum del seu pensament teològic, filosòfic i científic, és una síntesi de la salvació de l'Home, de la generació de l'home vell en Adam i de la regeneració de l'home nou en Jesucrist.[111]
- Naturae historia, prima in magni operis corpore pars.[108][112] Segona part del seu Opus Magnum juntament amb Vestis, treball perdut, és una anàlisi de la història de la creació de l'Univers i de l'Home.[111]
- De fide quae relevanda erat.[108]
- Tractatus de figuris rhetoricis cum exemplis ex Sacra Scriptura petitis.[113]

### Poesia

#### Poesia en llatí
- Poemes (1547-1552).[114]

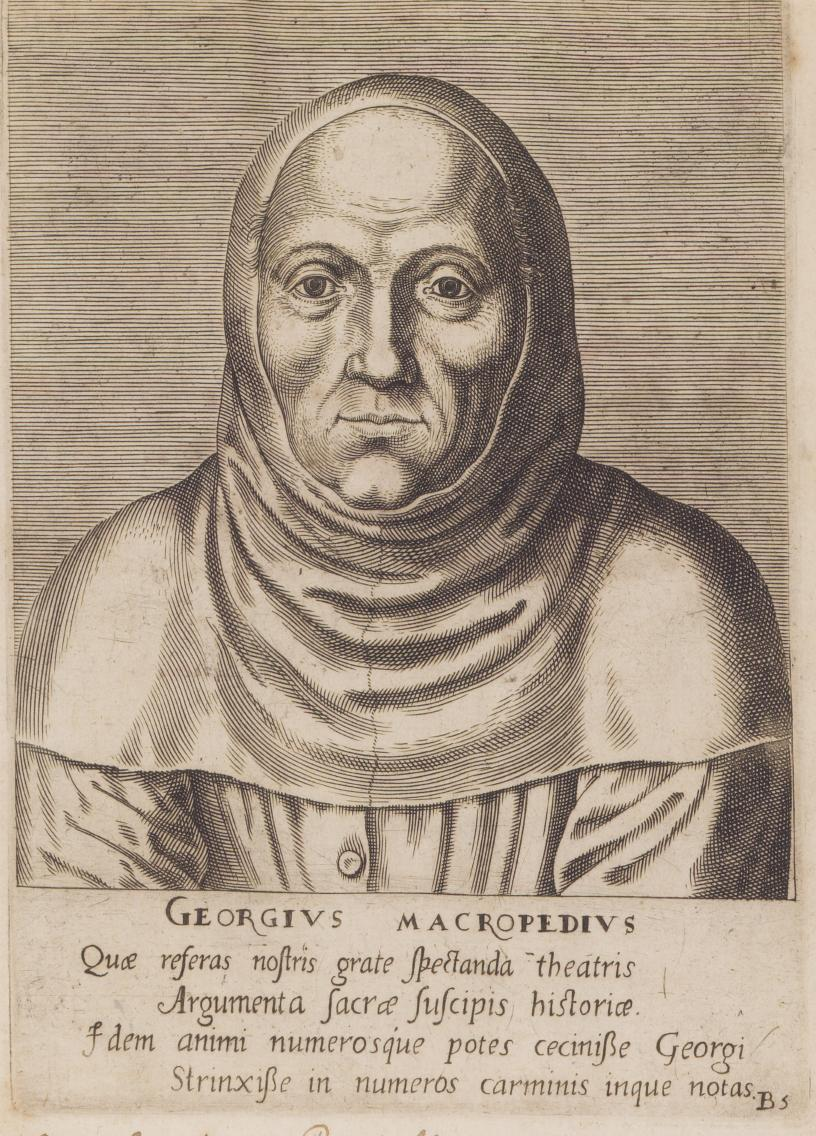
Retrat de l'humanista neerlandès Georgius Macropedius amb tetràstic dedicat, dels Virorum doctorum.

- Benedicti Arii Montani Haspalensis in commendationem authoris Epigramma.[113][115]
- Rhetoricorum libri IIII… cum annotationibus Antonii Moralii Episcopi Meschuacanensis, que rem omnem quam brevissime explicant.[104][116][117] Retòrica tradicional escrita amb hexàmetres.[114]
- Humanae salutis monumenta B. Ariae Montani studio constructa et decantata.[118] Una dedicatòria anomenada Christo Liberatori, 71 odes de temàtica bíblica acompanyades per gravats d'il·lustradors flamencs,[113] i un carmen votivum ad Christum Iesum final.[119]
- Virorum doctorum de disciplinis benemerentium effigies XLIIII a Phillippo Galleo.[120] Tetràstics llatins acompanyant a 44 retrats d'humanistes europeus gravats per Philip Galle.[121]
- Davidis Regis ac Prophetae aliorumque Sacrorum Vatum Psalmi; ex Hebraica veritate in latinum carmen… obbservantissime conversi.[121][122] Versificació dels salms.[123]
- David, hoc est virtutis exercitatissimae probatum Deo spectaculum ex David pastoris, militis regis, exulis, ac prophetae exemplis, Benedicto Aria meditante, Philippo Gallaeo instruente, ad pietatis cultum propositis.[104][124]
- In tabulas historiae Davidis.[125] 48 tetràstics acompanyant gravats de Philip Galle.[114]
- Christi Iesu vitae admirabiliumque actionum speculum a Phillippo Galleo apparatum.[125] Díptics acompanyant els 50 gravats de Galle i Jan Wierix, trets dels dibuixos de Gerard Grönning, on es mostren passatges de la vida de Jesús.[121][126]
- Divinarum nuptiarum conventa et acta.[125] Díptics acompanyant els gravats de Galle i Jan Wierix, trets dels dibuixos de Grönning, on es conta la història d'una boda mística.[121][126]
- Paràbola del sembrador. Epigrames acompanyant els 4 gravats de Galle trets de dibuixos de Grönning.[127]
- Història de Lot. Dístics acompanyant els 4 gravats de Galle trets de dibuixos d'Anthonis Blocklandt.[128]
- Iesu Christi dignitatis uirtutis et efficientiat praenuntiis Sibyllis X. Versos acompanyant a 10 gravats de Galle trets de dibuixos de Blocklandt.[129][130]
- Ad Cornelium Gemmam, Benedicti Ariae Montani epigramma.[117][131]
- Poemata in quatuor tomos distincta.[132] Recull de la seva producció poètica publicada anteriorment, tant de les obres estrictament poètiques com dels poemes inclosos en les obres en prosa, i unes odes inèdites.[117][133]
- Hymni et Secula.[117][134] Dividit en dos parts: Hymni, sobre la Trinitat i els àngels, i Secula, sobre l'Antic Testament, sobre les festivitats litúrgiques i sobre el Nou Testament (Oriens). Són poemes extensos d'influència horaciana.[135][136] Al final de l'edició apareix la traducció de l'Eclesiastès, amb 1.041 hexàmetres.[137]
- Pro incolumitate mei fontis.[117]

#### Poesia en castellà
- Benedicti Arii Montani in Petri Messiae patricii hispalenses Caesares epigramma.[138] Epigrama en llatí i la seva traducció al castellà en forma de sonet, en lloança de l'historiador Pedro Mexía.[139]
- Epigrama y soneto de Arias Montano al retrato del poeta.[139][140] Poema laudatori al poeta i professor seu, Juan de Quirós.[139]
- Soneto.[139][141] Poema laudatori del músic i compositor Miguel de Fuenllana.
- Soneto al divino Agustino.[142][143]

### Epistolari
- Nombroses cartes dirigides a Felip II, el seu secretari Gabriel de Zayas, i a nombrosos erudits de l'època.

### Altres obres
- Librorum prohibitorum Index expurgatorius… .[144][145]
- Discurso sobre el valor y la correspondencia de las monedas antiguas con las nuevas (1541).[145]
- Itinerarium Beniamini Tudelensis in quo res memorabiles, quas ante quadringentos annos totumfere terrarum orbem notatis itineribus dimensus… breuiter atque dilucide describuntur, ex hebraico latinum factum Bened. Aria Montano interprete.[145][146] Traducció al llatí i edició del llibre de viatges o Séfer Masaot de Benjamí de Tudela.
- Catálogo de los libros escritos de mano de la librería real de S. Lorenzo escrito por mandado de su magestad. Año de 1577.[47] Sols es conserva la relació dels llibres manuscrits.
- Epitaphio, que puso en el sepulcro de nuestro padre Adán… el doctor Benedicto Arias Montano… diole a la estampa el maestro y coronista Gil González Davila.[147]
- Aphorismos sacados de la historia de Publio Cornelio Tácito… para el aumento y conservación de las monarchias….[148] És un Regimen principis dedicat a Felip II.[149]